# Nephodia chthonia
Nephodia chthonia är en fjärilsart som beskrevs av Druce 1893. Nephodia chthonia ingår i släktet Nephodia och familjen mätare. Inga underarter finns listade i Catalogue of Life.